# CloudSight
CloudSight, Inc. es una empresa de tecnología con sede en Los Ángeles, CA, que se especializa en categorización y comprensión de imágenes.

## Historia
CloudSight fue fundada en 2012 por Dominik Mazur y Bradford Folkens. Anteriormente se conocía como Image Searcher, Inc. y luego como CamFind, Inc., respectivamente. En 2016, la compañía fue rebautizada oficialmente como CloudSight, Inc.[cita requerida]
En febrero de 2015, CloudSight tenía 11 patentes pendientes en desarrollo tecnológico. Hasta la fecha, CloudSight ha reconocido más de mil millones de imágenes. Este conjunto de datos está pensado principalmente para el entrenamiento de redes neuronales y el desarrollo de inteligencia artificial.

## Productos

### TapTapSee
El 11 de octubre de 2012, CloudSight lanzó su primera aplicación móvil en la AppStore, TapTapSee.[cita requerida]
TapTapSee es una aplicación de cámara móvil diseñada específicamente para usuarios de iOS y Android ciegos y con discapacidad visual. Sus capacidades de reconocimiento de imágenes están impulsadas por la API de CloudSight. La aplicación utiliza la cámara del dispositivo y las funciones de VoiceOver para fotografiar objetos e identificarlos en voz alta para el usuario.
TapTapSee recibió en 2014 el premio Access Award de la Asociación Americana. A finales de 2013, TapTapSee fue elegido para el Salón de la Fama de AppleVis iOS.

### JRank
JRank es un motor de búsqueda de sitios web operado por la empresa Image Searchery, y todo el contenido se encuentra bajo copyright.

### CamFind
El 7 de abril de 2013, CloudSight lanzó su segunda aplicación móvil en la AppStore, CamFind. La aplicación móvil superó las 1.000.000 de descargas en los primeros siete meses después de su lanzamiento en la AppStore de Apple.
CamFind es una aplicación de motor de búsqueda visual que utiliza el reconocimiento de imágenes para fotografiar, identificar y proporcionar información sobre cualquier objeto, en cualquier ángulo. Sus capacidades de reconocimiento de imágenes están impulsadas por la API de CloudSight.
CamFind acumula más de 5,000,000 descargas en varias tiendas de descargas. En febrero de 2015, se lanzó en Google Glass a través de MyGlass.
En abril de 2015, se añadieron funciones de redes sociales dentro de la aplicación, como por ejemplo la posibilidad de compartir los elementos que identifican, así como ver los elementos que otros identifican con CamFind.

### API de CloudSight
En septiembre de 2013, CloudSight lanzó su API CloudSight al público en general.
"La API de CloudSight emplea el aprendizaje profundo, una tecnología que simula el cerebro humano, 'aprendiendo' de sus errores a lo largo del tiempo, y es la misma tecnología que impulsa CamFind".

### Google Cloud Marketplace
El 2 de junio de 2020, CloudSight anunció la disponibilidad de sus productos de redes neuronales en Google Cloud Marketplace como parte de una colaboración con Google Cloud.